# Salles (Tarn)
Salles é uma comuna francesa na região administrativa de Occitânia, no departamento de Tarn. Estende-se por uma área de 8,19 km². Em 2010 a comuna tinha 193 habitantes (densidade: 23,6 hab./km²).